# Polystichum ningshenense
Polystichum ningshenense är en träjonväxtart som beskrevs av Ren-Chang Ching och Hsu. Polystichum ningshenense ingår i släktet Polystichum och familjen Dryopteridaceae. Inga underarter finns listade.